# Singani (Comoras)
Singani es una ciudad ubicada en la isla Gran Comora, en el archipiélago de las Comoras.

## Población
- 2.309 habitantes.